# Journée mondiale de la vie sauvage

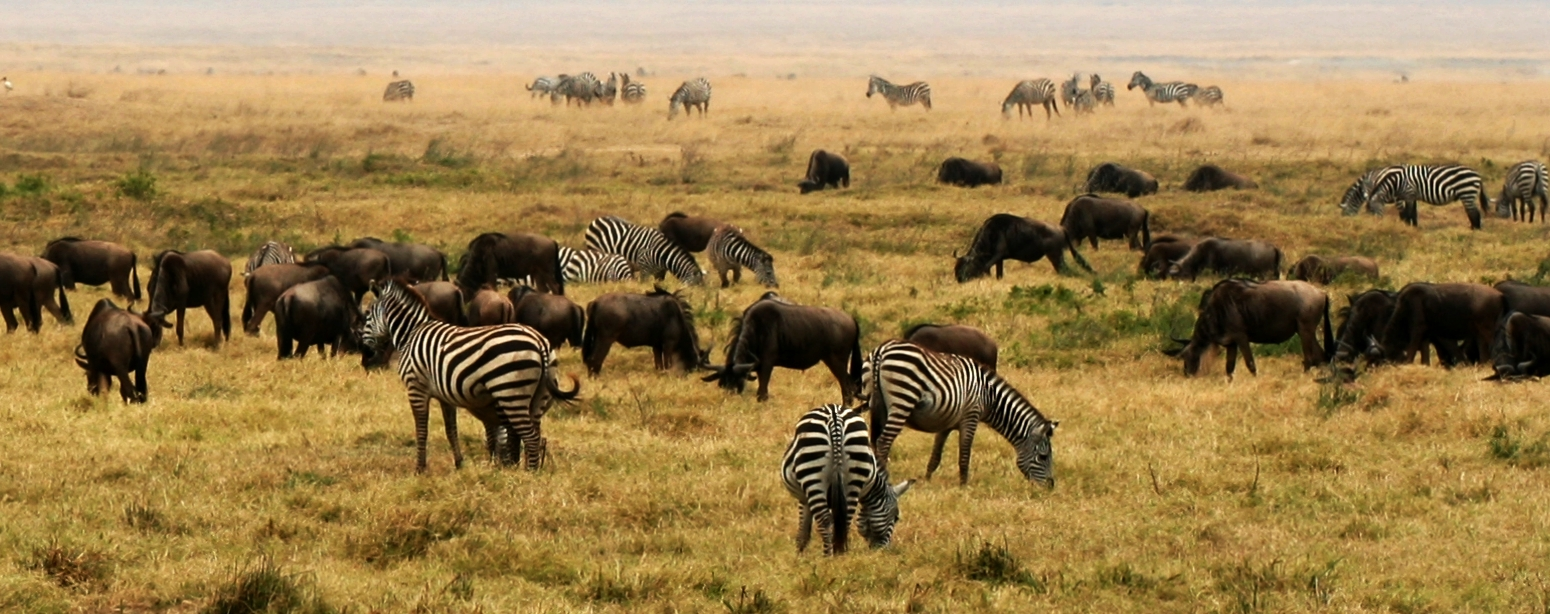
Aire de conservation du Ngorongoro, refuge de la vie sauvage.

La Journée mondiale de la vie sauvage (en anglais : World Wildlife Day) est une journée internationale instituée par l'ONU en 2014 et qui, tous les 3 mars, est consacrée à la sensibilisation du grand public à la faune, la flore et les dangers liés au trafic mondial des espèces sauvages estimé à 19 milliards de dollars. 
Cette journée, en référence à la date de naissance de la Cites (Convention sur le commerce international des espèces de faune et de flore sauvages menacées d'extinction) le 3 mars 1973, a été proclamée le 20 décembre 2013 lors de la 68e session de l’Assemblée générale des Nations unies. L'assemblée a ainsi pris en compte la résolution adoptée par la 16e session de la Conférence des Parties à la CITES  qui s’est déroulée à Bangkok du 3 au 14 mars 2013.
Elle se distingue de la Journée mondiale des animaux qui s'adresse aussi aux animaux domestiques.